# Дешпортіву ді Накала
Клубе Дешпортіву ді Накала або просто Дешпортіву ді Накала (порт. Clube Desportivo de Nacala) — професіональний мозамбіцький футбольний клуб з міста Накала.

## Історія клубу
Клуб було засновано в 1964 році. Зараз команда грає у вищому дивізіоні Чемпіонату Мозамбіку з футболу.

## Стадіон
Зараз команда проводить домашні матчі на стадіоні «Ештадіу 25 ді Жунью» в Накалі, який вміщує до 5 000 вболівальників.